# がきんちょ〜リターン・キッズ〜
『がきんちょ〜リターン・キッズ〜』は、2006年7月31日から9月29日まで毎日放送（MBSテレビ）制作・TBS系列の「ドラマ30」枠で放送されていた日本の昼ドラマの帯番組。「あの夏に、忘れ物を取りに行こうよ」をキャッチコピーとするタイムスリップテイストのファンタジー・ヒューマンドラマ。主演は、辺見えみり。ハイビジョン制作。

## 概要
優柔不断な28歳の女性が小学生当時の過去を追体験し、彼女を育む人々や故郷の自然、生前の母親、そして10歳の頃の自分自身と接することによって、改めて成長していく姿を描く。物語は、自分の記憶とは微妙に異なる「ひと夏」を過ごし、初恋や親友との出逢いを再確認し、仲違いしたままこの世を去った母親の、生前は知ることのなかった自分への想いや、出生の秘密を知る「過去編」と、その不思議なひと夏の体験を踏まえ、さらに突如現われた18年前の姿のままの親友と共に、新たに人生を切り開いていく「現代編」の2部構成で描かれる。日本の大部分の小中学校が夏休みである8月一杯は子供たちを中心にした過去篇で、学校が始まった9月からは現代篇というように、視聴可能な層を意識した放映日程となっていた。撮影のメインロケ地となった茨城県の「大子町（だいごまち）」には「主人公の名前を用いた“大きな子どものマチ”」の意味も込められている。テレビ視聴率では最高視聴率が二桁を超え、多くの人が視聴したテレビドラマとなった。

## ストーリー
アイドルあがりの女優・夏川桃の幼なじみで、マネージャーでもある田丸真知は、仕事を巡り桃と対立する。嫌気がさした真知は仕事を辞め、知り合って一ヶ月の男性と結婚しようとした。結婚式の直前、披露宴で紹介する写真の中に、自分の否定したい過去であるアイドルユニット「ぱれっと」当時の写真を見つけ、パネルから剥ぎ取ってしまう。が、次の瞬間、写真は突風に飛ばされ、それを取ろうとしてバルコニーから転落してしまう。その後、気が付いた時には、懐かしい故郷、大子町の風景があった。

## 主な登場人物
配役名の後ろの[数字]は登場人物の年齢（2つの場合は過去・現代併記）。本記事では、主要登場人物の年齢としてドラマ公式HPとは違う記載をしている。

### 全編共通
田丸真知 [28]/真知・オオマチ：辺見えみり
夏川桃の親友であり、マネージャー。かつては、桃と共にアイドルユニット「ぱれっと」として芸能活動をしていたが、ある事件がきっかけでやめてしまう。大学で教員免許を取得するも、教育実習で挫折。後に上京して一般就職を目指すが、教員免許を持っていることが仇となり、ことごとく失敗。結局昔のよしみで、桃のマネージャーになったが、そこでは毎日のように桃のわがままにふりまわされ、パッとしない日々を過ごしている。口癖は「まいっか」。最近は言わなくなった。何をやっても中途半端で、長続きしない。過去にタイムスリップし、子供の真知（コマチ）とわかりやすくするためオオマチとももから呼ばれた。過去の世界で生きていく決心をしたが、再びタイムスリップして現代に戻ってしまった。その後トトの元気を取り戻し、自分は大子北小学校に事務員として通い始める。2007年に教師試験に受かり2008年には大子北小学校の教師となる。
夏川桃の少女時代 [9]/もも・こもも：美山加恋
1988年のアイドルでコマチと友達になる。非常にわがままで、真知の前の「ぱれっと」のパートナーあおいに逃げられた。その背景には両親の不仲があり、本当はとても真摯で心優しい女の子である。父親から4歳の誕生日に贈られた猫型生物のぬいぐるみ「ヒデヨシ」（ますむらひろし参照）を宝物として持ち歩いている。後にオオマチとともに2006年の未来にタイムスリップし、「こもも」と名乗る。その後大子北小学校に通い始め、学芸会の出し物を合唱から劇にかえた。2006年でも友達ができる。孝之の思い出の場所を知っている。マチがタカを好きとからかっている。台風の時タカとマチ（コマチ）が閉じ込められたのは自分のせいだと言う。2006年に18年前に戻り2008年に再びマチと真知の教え子としてやってくる。
夏川楓 [34・52]：有森也実
桃の母親で、桃が所属するタレント事務所「夏川プロモーション」の社長でステージママ。バツイチ。タレントマネジメント業の面白さにのめり込みと、主婦業・母親業に専念することを望む夫 達也と対立、やがて夫は家を出、愛人を作った。18年前、大子町の田丸家に居候して夏休み過ごしていた娘・桃が両親の復縁を画して「秘密基地」にこもったが「“頑張らなければ”もう一緒には暮らせない」という両親の間の溝の深さを露呈してしまう結果となった。以降、楓は、キャリアウーマンでありながら、かえって娘への精神的依存度は高くなっていき、それがまた娘のわがままを助長するという悪循環を招いた。そして、芸能界で落ちぶれていく娘の姿を目の当りにした時、そもそも、幼くして芸能界へ入れたことが育て方の間違いであったと考え、芸能界を引退し、結婚することが娘の幸せだと思い、見合い話を用意したのだが、それは娘 桃に拒絶されただけでなく、事務所との契約を解除するとの一方的な宣言を呼ぶ結果となった。次に顔を合わせた娘は、舞台女優として一からやり直す決意を語り、それを心配しつつも認めた瞬間に、楓自身としての「子離れ」がようやく完了したのだと言える。
田丸欽之介 [35・53]/トト・欽ちゃん：高杉亘
真知の（育ての）父親。放浪癖があり、定職には就いていない。破天荒で野性的な性格だが、周囲の者はおろか子供たちにも「欽ちゃん」と呼ばれ慕われている。妻の愛子、桃の母・楓、麻由香の父・文左衛門、拓実の父・増男とは小学校以来の幼馴染。現代編では、6年前、妻の死に目に会えなかったことを悔やみ続けており、人が変わったように塞ぎ込んでいのだが、カカの夢「四。欽ちゃんがいつまでも変わらないでいてくれること」を知ったことで立ち直り始める。放浪はやめ、借りた畑で大子町らしい作物を作ろうと決意した。一家で大子町に越してくる新規就農者に農業を教えたりもしている。
田丸蔵之介 [不詳]/ジジ：藤村俊二
真知の祖父。駄菓子屋「たまる」店主。誰に対しても常に敬語で喋る。老人会の寄合や旅行で不在がち。現代編では、再び教師を目指し始めた真知に刺激され、駄菓子屋「たまる」を復活させようと思い立った。翌年夏には週一回のペースで子供たちを集めて紙芝居をするようになった。紙芝居のタイトルは『ももの時間旅行』
辻文左衛門[35・53]/文ちゃん：山崎銀之丞
辻麻由香の父親。父親から莫大な財産を相続しており、過去編では「スーパー辻」の経営者。かねがね幼馴染の欽之介より自分のほうが優れていると考えているものの、腕力的には敵わないので頭が上がらず、結果、子分のようにも見える。悪い人ではないのだが、かなり身勝手。現代編では不動産投機に失敗して破産、妻とは離婚。豪邸も失い、アパート暮らしをする傍ら、人手に渡ってしまったスーパーでパート従業員をしている。大子町で娘・孫との3人で暮らすことを望んでいるが、娘と孫が田丸家に居候するようになってからは、自身も何かと入り浸りがち。娘の再婚後も、いつの間にか「ウルトラスーパー」から「河内屋」のエプロンに着替え、年下の店長の下で頑張って働いている。
益子増男 [35・53]：おかやまはじめ
拓実の父親。過去編では、クリーニング店を営む。田丸愛子のファンなのか、彼女が夏祭りで浴衣を着ることを楽しみにしている。大子町の開発計画に当初は反対していたが、ハワイ旅行を餌に懐柔され、賛成派に鞍替えしてしまい、アロハシャツを着て夫婦揃って浮かれている姿を見た息子に反発されてしまう。現代編では、息子拓実と辻麻由香の結婚パーティーシーンにのみ登場。
梶原一彦：岡森諦
現代編では、大神リゾート開発の専務。1988年、最初に大子町の再開発計画が持ち上がった当時の担当課長。
亀之介
田丸家で飼われているペットの亀。クサガメに見えるのだが、番組公式HPではイシガメ（ニホンイシガメ）と紹介されている。幼少期の欽之介が捕まえてきたようなので、年齢は50歳以上ではないかと推察される。

### 過去（1988年）
田丸真知の少女時代 [10]/マチ・コマチ：鈴木理子
オオマチの過去とは異なる1988年夏を経験し、精神的に成長した。タカと一緒にいる時に胸が痛くなることがあるが、その感情が何なのか判っていないらしい。「まっいっかぁ」が口癖。大人の真知（オオマチ）とわかりやすくするためコマチとももに呼ばれてコマチとなった。台風の時に孝之と一緒に学校にいた。2008年に桃と一緒にやってくる。
田丸謙の少年時代 [6]/ケン：吉川史樹
マチの弟。ももに憧れている。
早瀬孝之の少年時代 [9]/タカユキ・タカ：深澤嵐
マチの初恋相手。マチとももの友達。正義感がとても強く思いやりがある。母親を亡くした時、同級生の中でただ一人泣いてくれたマチに対して、好意を抱いている。1988年の夏休みの終わりに東京へ越していった。思い出の場所がある。台風のときマチ（コマチ）と二人で学校にいた。
辻麻由香の少女時代 [9]：有安杏果
マチの同級生。お嬢様育ちでわがままな性格だが、根は純粋。「ぱれっと」新メンバーへの野望が潰えた後は「玉の輿」を狙うようになった。一時期タカと西園寺ヒカルを好きになる。
益子拓実の少年時代 [9]：岩沼佑亮
マチの同級生。麻由香に片想い。グループきってのムードメーカー。
めぐみ [9]：巨勢晴香
マチの同級生。当初は、麻由香の取り巻きというキャラであったが、過去編後半では、仲良し7人組を形成。
りさ [9]：熊谷杏実
マチの同級生。当初は、麻由香の取り巻きというキャラであったが、過去編後半では、仲良し7人組を形成。家業は肉屋。
田丸愛子 [31]/カカ：いしのようこ
真知の母親。現代編では、6年前にクモ膜下出血で急死、その死に際を誰も看取ることができなかったという事実が家族に暗い影を落としている。生前は「カットサロン愛子」を営んでいた。
早瀬文徳：松尾貴史
孝之の父親。大神リゾート開発の設計担当部署勤務。妻を病気で失ってから男手一つで孝之を育てているが、仕事が忙しくてあまり構ってやれない。大子町の開発を進めること＝子どもたちが大事にしている秘密基地（ペンション跡地の廃墟）を奪う、加えて、仕事の都合で東京に急遽引っ越すことを相談なく決めたことが息子・孝之の反発を招き、それがももの企てと合わさって「秘密基地立てこもり騒動」のきっかけとなった。この騒動の反省から、会社の方針に異議を唱えたことで1994年にリストラされ、仕事を与えられず、閉所で半ば監禁されるような職場生活を2年送った後に退職。借金をして設計事務所を立ち上げたものの、大神リゾート開発から受注を妨害する圧力を受け頓挫。孝之の現役での志望大学合格を見届けてから自殺した。
夏川達也：冨家規政
ももの父親。ももに贈ったぬいぐるみ「ヒデヨシ」は達也のオーダーメイド。
笹本司郎[25]/司郎さん：杉浦太陽
牧場を経営。マチに特に優しいのは、実は司郎の死んだ兄が真知の本当の父親だから。
ひろみち先生：佐藤弘道
マチの小学校の担任教師。
あおい：前田憂佳
「ぱれっと」の元メンバー。表向きは「ぱれっと」を卒業したということになっているが、ももが余りにわがままで、それに耐え切れなくなったマネージャーと共に夏川プロモーションから独立したというのが実情なのだが、トップアイドルのももへの嫉妬が原因だという話も、あながち間違いではない。ももが仕事を休んでいる間に、女性アイドル人気ランキングのトップの座を奪い取った。
西園寺ヒカルの少年時代 [12]：塩顕治
「ぱれっと」と同時期に活躍したアイドルグループ「スピード5」のメンバー。

### 現代（2006年）
夏川桃 [27]/桃・おおもも：遠藤久美子
女優。超が付くほどのわがままで、何人ものマネージャーがやめていった。真知とのけんか別れから物語が始まった。わがままで傲慢な性格は、真知や母親・楓の悩みの種。何度か大子町を訪れるうちに「不思議なひと夏」を体験して成長した真知とこももに勇気を貰い、舞台役者として一からやり直すことを決意して東京へ帰っていった。帰京後一ヶ月、10月12日-15日の劇団レインボー 第十一回公演『君といた、あの夏』に主演。この公演を観に訪れた両親は、桃の熱演と、年月の経過にも後押しされ、ようやく和解することができた。
田丸謙 [25]：笠原秀幸
真知の弟。大子町役場観光課勤務。獣医師を目指していたことがある。姉の真知が再び教師を目指すと語った時、風花学級が崩壊寸前などと内情に詳しかったが、これは風花先生を異性として密かに意識しているから。
早瀬孝之 [28]：姜暢雄
真知の初恋の人。カリスマ投資家になっており、元の辻邸を入手して大子町に帰ってきた。昔の、優しくて正義感に溢れた面影は消え、冷淡にマネーゲームに興じる男になってしまったかに見えたが、駄菓子屋や秘密基地にふらりと現われて童心をさらけ出してしまう一面が残っており、発作を起こした美羽を病院へ運び、こももからの誘いを受け学芸会に現われ、境遇の似た辻 由明と心を通わせ始めたりもしている。父親を自殺に追い詰めた大神リゾート開発への復讐を画策しており、第一段階として同社の株を買い進め、筆頭株主となった。この後、不当なリストラを行って自殺者まで出ているという告発をマスコミに対して行うつもりであったが、真知と欽之介の説得を受け翻意。大子北小学校跡地のリゾートマンション化計画の撤回を条件に、同社の株券を無償譲渡すると提案した。18年前に埋めたタイムカプセルを出そうと言った。
黒服の男：大野哲生
孝之の秘書兼ボディガード。
辻麻由香 [28]：菊池麻衣子
真知の幼なじみ。バツイチ、東京ではパート美容師をしていた。父・文左衛門の誘いを受けて大子町に戻り、田丸欽之介から「カットサロン愛子」を借り受け、改装の後、「マユカ ボーテ」としてオープンさせた。息子・由明が早瀬孝之を慕っていることを知り、昔の玉の輿願望がよみがえった。2006年に拓実と結婚する。
辻由明 [9]：桑代貴明
麻由香の息子。子供のくせにクールな性格で、事あるごとにこももと対立する。朝から晩まで学習スケジュールに縛られており、学芸会など時間の無駄だと考えていたのだが、真知に諭されたのと、こももに合唱と比較して劇が面倒なだけで、合唱がやりたいわけではないことを指摘されたことによって、少し頑張ってみようという姿勢に変わった。学芸会の劇「オズの魔法使い」で演じたブリキマンの台詞は、冷たく閉ざされたかに見える孝之の心に響き、「またいつでも遊びに来い」との誘いを受けた。また、祖父や母の借金を心配するという優しい一面もあり、株の取引で借金を補填しようと考え、優秀なデイトレーダーである孝之の弟子となったが、携帯電話を使って授業中も株取引を続けていることが問題となり、その結果として母親や真知から責められる孝之を庇い、株取引はやめると言い切る。
益子拓実 [28]：北原雅樹
真知の幼なじみ。大子町役場なんでも課勤務。真知が事務員として大子北小学校に勤める際にも尽力した。今でも麻由香が好きで、こももに煽られ何度もアタックを試みるのだが、いつも上手くいかない。10月から1年間の釧路赴任が決まったのを機に諦めようとしたが、真知の励ましもあって再度プロポーズし、ついに麻由香と結婚した。
館林校長：田窪一世
大子北小学校の校長先生。田丸欽之介の釣り友達で、渓流釣りに関しては欽之介を師と仰いでいる。自慢の毛鉤で勝負を挑むものの、今まで一度も欽之介に勝ったためしがない。この二人の関係と、児童不足による廃校の危機という背景を下地にして、こももは小学校に入学することができた。
蒼井風花 [22]：甲斐麻美
大子北小学校3・4年生統合クラスの担任教師。元々は教職に夢と希望を持っていた熱血派なのだが、そのことごとくが空回りをして、今では学級崩壊寸前。やがて自分が教師として上手く立ち回れないのは、子供たちに原因があると考え始め、事務的に、無難に教職をこなそうとするようになっていた。が、学芸会に向けて熱意を見せるこももと美羽、やがて彼女たちの熱意に応え始めた他の児童、それを後押しする真知の姿を見て初心を思い出した。
坂口美羽 [8]：清水萌々子
風花のクラスの児童。将来の夢は女優。心臓に病を抱えている。学芸会の後、難手術の可能な大病院のある東京へ転校していった。2年後、大子北小学校5・6年統合クラス（担任：田丸真知）に元気な姿を見ることができるので、手術は成功し大子町に戻ってきた模様。〜というのが一般的老若男女向けの解釈。このシーンを手がかりに“タイムスリップ現象”と“こもも消滅”を説明する異説を展開することができる。
美羽の母：舟木幸
蛭田亮司 [8]：織田悠希
風花のクラスの児童。美羽と同様、こももが提案した学芸会で劇をやることに最初から賛成していたもう一人の人物。学芸会の劇「オズの魔法使い」では「ライオン」を演じた。
桐原葉月 [9]：奈良瞳
風花のクラスの児童。おしゃまさんで、暇さえあれば鏡を見て髪をいじっている。学芸会の劇「オズの魔法使い」では「北の魔女」を演じた。
柴咲 陸 [8]：島綾佑
風花のクラスの児童。学芸会の劇「オズの魔法使い」では「案山子」を演じた。給食のメニューが最大の関心事。
長岡ひかり [9]：萩原茉彩
大子北小学校の廃校問題が現実化してから、（美羽と入れ替わる形で）風花のクラスに転入してきた児童。東京の小学校でいじめにあったのが原因で寡黙症になっていたが、こももたちとともに小学校の廃校（リゾートマンション化）を阻止すべく孝之邸に乗り込んだ（がきんちょミッション・インポッシブル）際、葉月らを助けようとして思わず声が出、それをきっかけに治った。
西園寺ヒカル [30]：松田悟志
「スピード5」の元メンバー。今では国民的大スターとなっており、ハリウッド女優と結婚するらしい。
小早川俊哉：笠原浩夫
東京のインテリアデザイナー。「カットサロン愛子」を麻由香の美容室に改装するためにやってきた。言葉巧みに麻由香に言い寄るが、実は妻子がおり、会社はすでに倒産、その上に借金を抱えていて、麻由香から金を受け取ると姿を消してしまった。
渡部香奈：乙黒えり
麻由香の店「マユカ ボーテ」のアシスタントスタッフ。
大野宗信：ほんこん
大神リゾート開発の社員、2006年に再度持ち上がった大子町リゾート開発計画の担当課長。
二階堂幸恵：いしのようこ
袋田の滝で欽之介に目撃された後、学芸会後夜祭を終え、拓実や文左衛門を送ろうとしていた真知らとも遭遇、カカではないかと騒ぎになるが、その場はそのまま姿を消す。後日、橋から川を眺めていたところ、身投げしてしまう！と咄嗟に判断したこももに抱き付かれ、そのはずみで二人して川へ転落してしまう。ずぶ濡れになった幸恵をこももは田丸家に招き入れ、カカの服に着替えさせた。財布を落としたと語る幸恵は田丸家に泊まることとなり、やがて、忙しい中、当番制でどうにか家事をやりくりしている雑居家族「田丸家の人々」に代わって料理・洗濯などを引き受けるようになった。こももは「サチカカ」と呼んで幸恵に懐いたが、姿は母親そっくりだが全くの別人である彼女に対して、真知は違和感と共に複雑な感情を抱いている。そんな中、欽之介だけは、幸恵が生きる希望を失って大子町にやってきたことを見抜いており、それに応えるように彼女は全てを打ち明けた。リストラされたこと、同棲相手と別れ、同時に住む所も失ったこと、身寄りのない身であること・・・欽之介はそんな「居場所を失った」幸恵に「何かが見付かるまでここにいたらいいさ」と優しく声をかけた。真知が過労で倒れた時に徹夜で付き添い、回復後は再び「居場所を探す」ために東京へ帰っていった。

## 楽曲

### 主題歌
- 「Ho! サマー」（歌：タッキー&翼）（avex trax） 作詞・作曲： 羽場仁志 編曲： CHOKKAKU

ドラマ30枠において、ジャニーズ事務所所属ユニットが主題歌を担当するのは、15年目にして初めてのことである。
ジャニーズ所属のアーティストが主題歌担当のドラマは、ほとんどが出演者に同所属のタレントが出演しているが、このドラマではジャニーズ所属のタレントは一切出演しておらず、これはテレビドラマ界では異例であった。

### 挿入歌
- 「世界は僕らを待っている」（ぱれっと / 歌：美山加恋&鈴木理子 / 歌：美山加恋&前田憂佳）作詞：森由里子、作曲・編曲： 羽岡佳
ドラマ内で結成されたアイドルデュオ。

### 劇中音楽
作曲・編曲：渡辺俊幸 演奏： 篠崎正嗣Strings / ほか
- 生のオーケストラとストリングスが中心に制作された劇伴音楽。
- 渡辺俊幸が作曲・編曲したドラマ30「虹のかなた」のメイン楽曲が劇中で数曲使用された(24話の病院のシーン/ほか)
- DVDBOXの初回限定盤には「がきんちょ〜リターン・キッズ〜」のサウンドトラックCDが封入されている(全18曲)。

(収録楽曲)
- 1.メインテーマ up tempo 2.騒動 3.進め! 4.友情 5.初恋 6.辻家のたくらみ
- 7.メインテーマ やさしく 8.不思議 9.明るく 10.トトのテーマ 11.ジジのテーマ 12.変わりゆく心
- 13.ずっこけ 14.困った 15.メインテーマ piano solo 16.せつない思い 17.メインテーマ slow tempo
- 18.世界は僕らを待っている pf (作詞/森由里子 作曲/羽岡佳)

## スタッフ
- プロデューサー：登坂琢磨(MBS)、黒沢淳（テレパック）
- 原案：野依美幸
- 脚本：野依美幸、楠本ひろみ、李正姫、酒井直行
- 音楽：渡辺俊幸
- 編成：高橋俊博
- 番組宣伝：森田綾子、今村美也子
- インターネット：宮岡修武、加々本裕樹
- 演出：森一弘、池澤辰也、村上牧人
- 演出補：最知由暁斗
- 制作：藪内広之
- 協力：フォーチュン、フジアール、砧スタジオ、緑山スタジオ・シティ、ブル、高橋レーシング、NK特機
- 音楽協力：ミリカ・ミュージック
- 撮影協力：茨城県久慈郡大子町、ヴィレッジクラブ大子ゴルフコース・ホテルヴィレッジ、牛久自然観察の森、牛久フィルムコミッション、豊島区西部区民事務所、茨交県北バス/他
- 制作協力：テレパック
- 製作著作：毎日放送

## 舞台
大子町を主な舞台としている。例外は、第1・26話の結婚式、第13・14話の東京のスタジオなど。
- マチたちが通う大子北小学校は実在していない。撮影は、廃校になった西金小学校を利用した。
- 大子ふれあい牧場（ドラマ中の笹本牧場）は、実際は町営施設であり一般入場も可能。
- 元の辻邸で早瀬孝之が買い取った建物は、実際にはホテルを併設するゴルフ場。
- 「かっぱの森」は、牛久自然観察の森の「カッパの沼」。
- 常陸大子駅・袋田の滝

## 劇中曲
ドラマ内で流れた楽曲は以下の通り。※タッキー&翼と、ぱれっとの楽曲は除く。
| 各話     | オリジナル歌唱           | 曲名                              | 備考                                                                                                  |
| -------- | ------------------------ | --------------------------------- | --- |
| 第1話    |                          | 結婚行進曲                        | |
| 第2話    |                          | ラジオ体操第一                    | |
| 第2話    | 工藤静香                 | MUGO・ん…色っぽい                 | 作詞/中島みゆき 作曲・編曲/後藤次利                                                                   |
| 第3話    | 光GENJI                  | パラダイス銀河                    | 作詞・作曲/飛鳥涼 編曲/佐藤準                                                                         |
| 第5話    | 本田美奈子               | 1986年のマリリン                  | 作詞/秋元康 作曲/筒美京平 編曲/新川博                                                                 |
| 第5話    | 田原俊彦                 | 抱きしめてTONIGHT                 | ・有安杏果がこの楽曲でダンスを披露。 ・作詞/森浩美 作曲/筒美京平 編曲/船山基紀                        |
| 第7話    | 渡辺美里                 | 恋したっていいじゃない            | 作詞/渡辺美里 作曲/伊秩弘将 編曲/清水信之                                                             |
| 第8話    | 光GENJI                  | パラダイス銀河                    | |
| 第8・9話 |                          | 消防局第17分署                    | 作曲/ハンス・ジマー 料理対決で使用された。                                                            |
| 第10話   | TUBE                     | Beach Time                        | 作詞/亜蘭知子 作曲・編曲/織田哲郎                                                                     |
| 第11話   |                          | 七つの子(童謡)                    | 鈴木理子と美山加恋がアカペラで歌唱                                                                    |
| 第11話   | ドレミのうた             |                                   | |
| 第11話   | 光GENJI                  | ガラスの十代                      | 鈴木理子と美山加恋がアカペラで歌唱                                                                    |
| 第13話   | 光GENJI                  | ガラスの十代                      | 鈴木理子がアカペラで歌唱                                                                              |
| 第13話   | 中山美穂                 | WAKU WAKUさせて                   | ・有安杏果がアカペラで歌唱。 ・作詞/松本隆 作曲/筒美京平 編曲/船山基紀                                |
| 第14話   | 郷ひろみ・樹木希林       | お化けのロック                    | 作詞/阿木燿子 作曲/宇崎竜童 編曲/萩田光雄                                                             |
| 第14話   | 光GENJI                  | パラダイス銀河                    | 有安杏果、熊谷杏実、巨勢晴香がアカペラで歌唱                                                          |
| 第15話   | ビタースウィーツ         | Pure(ピュア)                      | ビタースウィーツ(尾崎千瑛・小川真奈・北村美渚)                                                        |
| 第15話   | NHK東京児童合唱団        | ラジオ体操の歌                    | |
| 第16話   |                          | プロポーズ大作戦のテーマ          | 作曲/ キダ・タロー ラブラブ大作戦で使用された。                                                       |
| 第16話   | THE BLUE HEARTS          | リンダリンダ                      | 作詞・作曲/甲本ヒロト 編曲/ 白井良明                                                                  |
| 第17話   | 松田聖子                 | 赤いスイートピー                  | 作詞/松本隆 作曲/呉田軽穂 編曲/松任谷正隆                                                             |
| 第21話   |                          | 森のくまさん(童謡)                | 鈴木理子、美山加恋、深澤嵐、岩沼佑亮、有安杏果、熊谷杏実、巨勢晴香がアカペラで歌唱                    |
| 第21話   | 井上あずみ               | さんぽ                            | 美山加恋と吉川史樹がアカペラで歌唱                                                                    |
| 第22話   | 田原俊彦                 | ハッとして!Good                   | 山崎銀之丞が、田原俊彦と坂本龍一のモノマネで登場した。                                                |
| 第23話   | 坂本龍一(演奏)           | 戦場のメリークリスマス            | 山崎銀之丞が、田原俊彦と坂本龍一のモノマネで登場した。                                                |
| 第25話   |                          | 森のくまさん(童謡)                | 鈴木理子、吉川史樹、美山加恋がアカペラで歌唱                                                          |
| 第32話   | ジュディ・ガーランド     | Over the Rainbow                  | 美山加恋がアカペラで歌唱                                                                              |
| 第34話   | 赤い鳥                   | 翼をください                      | ・劇中音楽担当の渡辺俊幸が在籍していたバンド。 ・美山加恋、桑代貴明、奈良瞳、織田悠希、島綾佑が歌唱。 |
| 第35話   | aiko                     | 雲は白リンゴは赤                  | |
| 第35話   | ジュディ・ガーランド     | Over the rainbow                  | 美山加恋・桑代貴明・奈良瞳・織田悠希・島綾佑が歌唱                                                    |
| 第42話   |                          | ミッション:インポッシブルのテーマ | 作曲/ ラロ・シフリン                                                                                  |
| 第44話   |                          | ピクニック(童謡)                  | 山崎銀之丞、高杉亘、笠原秀幸、桑代貴明、菊池麻衣子が歌唱。 美山加恋が太鼓で演奏。                     |
| 第45話   | マリア・フォン・トラップ | ドレミのうた                      | 奈良瞳、織田悠希、島綾佑、萩原茉彩、桑代貴明、清水萌々子が歌唱                                        |

## 関連商品
- 「世界は僕らを待っている」（ぱれっと） マキシシングルCD
- 2006年9月8日発売。ハモリのコーラスワークや歌い方、声の活かし方、パートの割り振りなど、随所に凝った構成で制作されたCD。当初は通信販売のみであったが好評を受け、同年9月末から一般発売となった。
- 制作・販売： ダブルウエィブ

| 全作詞: 森由里子、全作曲・編曲: 羽岡佳。 |                                                      |          |            |      |
| #                                        | タイトル                                             | 作詞     | 作曲・編曲 | 時間 |
| 1.                                       | 「世界は僕らを待っている（もも＆マチバージョン）」   | 森由里子 | 羽岡佳     | 4:13 |
| 2.                                       | 「世界は僕らを待っている（もも＆あおいバージョン）」 | 森由里子 | 羽岡佳     | 4:13 |
| 3.                                       | 「世界は僕らを待っている（カラオケバージョン）」     | 森由里子 | 羽岡佳     | 4:13 |
| 4.                                       | 「世界は僕らを待っている（ピアノバージョン）」       | 森由里子 | 羽岡佳     | 3:32 |
| 5.                                       | 「世界は僕らを待っている（オルゴールバージョン）」   | 森由里子 | 羽岡佳     | 3:15 |
| 合計時間:                                | 合計時間:                                            | 19:26    |            |      |

- 「がきんちょ リターンキッズ」 小説版(全2巻）
第一巻は2006年8月26日、第二巻が同年9月28日にそれぞれ発売。
ドラマ版とはセリフや設定が若干異なっており、小説版ではドラマとは違ったオリジナルストーリで幕を閉じる。

- 「がきんちょ リターンキッズ」 DVD版
2006年11月24日に発売予定であったが、12月8日に発売延期となった。
DVD版では、テレビドラマで使用されていた80年代のヒット曲の多くが、著作権関係で歌入りではなくカラオケボックスで使用されている音源に変更されている。
(ただし、劇中で使用された田原俊彦の「抱きしめてTONIGHT」は、テレビ放送時と同じくオリジナル音源でDVDに収録された。)

- 「がきんちょ リターンキッズ」 オリジナルサウンドトラック
DVDBOXの3巻に劇中音楽が収録されたCDが収納されている。

- 「がきんちょ リターンキッズ」 オリジナルブックレット・ミニ写真集
DVDBOXに収録されている特典。公式サイト内のコンテンツの出演者インタビュー、出演子役によるドラマのお仕事訪問、
亀之介日記などが本に収録されている。ミニ写真集では、劇中写真に加えて撮影合間のオフショット写真などが掲載されている。
また、ブックレットのあとがきで放送時に公式サイトで日記を連載していた亀之介は、プロデューサーの登坂琢磨であることが判明した。

## サブタイトル
DVD版の各タイトル
- 過去との邂逅

第1話 落ちて来た花嫁
第2話 小さな桃
第3話 わたしとわたし
第4話 季節はずれの台風
第5話 ぱれっとオーディション
- オムライス対決

第6話 ぱれっと解散宣言
第7話 麻由香の逆襲
第8話 カカのスキャンダル!?
第9話 思い出のオムライス
第10話 心の傷
- 夏休みの奇蹟

第11話 最高の夏休み計画
第12話 2006年からの届け物
第13話 破かれた離婚届
第14話 友だちの作り方
第15話 金色の蝶々
- 初 恋

第16話 ラブラブ大作戦
第17話 司郎の伝言
第18話 謙の誕生会
第19話 トトの町内放送
第20話 答えの出ない宿題
- 夏祭りの別離(わかれ)

第21話 心の羽根
第22話 未来予想図
第23話 秘密基地の危機
第24話 子どもたちの声明文
第25話 涙の花嫁衣裳
- 帰 還

第26話 同級生
第27話 時を駆けて
第28話 ふたりの桃
第29話 20円の駄菓子
第30話 カカの夢
- 成長する心

第31話 学校へ行こう
第32話 ひとりじゃない
第33話 契約解除
第34話 やり直す勇気
第35話 故 郷（ふるさと）
- 言えなかった“ありがとう”

第36話 巣立ち
第37話 カカの味
第38話 ため息
第39話 崩れた跳び箱
第40話 夢の中で
- 未来への記憶

第41話 廃校問題
第42話 がきんちょ大作戦
第43話 告 発
第44話 土のついた大根
第45話 オオマチ先生
テレビ放送時・週別タイトル： 第1週「邂逅」- 第2週「対決」- 第3週「奇蹟」- 第4週「初恋」- 第5週「別離」- 第6週「帰還」- 第7週「成長」- 第8週「感謝」- 第9週「未来」

## 虹のかなたとの共通点
ドラマ30「がきんちょ〜リターン・キッズ〜」は、2004年の夏に放送された昼ドラマの「虹のかなた」と同じ制作局・制作会社であり、プロデューサーの登坂琢磨と黒沢淳をはじめ、脚本担当の楠本ひろみ、劇中音楽担当の渡辺俊幸、演出担当の池澤辰也、村上牧人、助監督の最知由暁斗など多くが制作に関わっており、役者の藤村俊二、冨家規政、塩顕治、松田悟志、土屋良太、大山鎬則、村岡希美、廣川三憲、原金太郎、桐山凌一が「虹のかなた」に引き続き出演している。その他にも技術スタッフや美術スタッフ等も「虹のかなた」とほぼ同じ制作スタッフである。

類似点では、メインテーマの一つが「家族」である事と、「ファンタジー」が要素にあること、同じ2部構成で舞台となった過去編の時代が1980年代後半であることと、現代編が2000年代であること、80年代のヒット曲や流行物が多く使用されていること、「虹のかなた」内で結成されたアイドルの「ビタースウィーツ」のPureが流れたことや、「がきんちょ」の主人公が結成したアイドルの「ぱれっと」の歌唱シーンなどがその一例である。

また、ドラマ内で主題歌が始まる時のタイトルバックの冒頭での掛け声や、主人公の口癖がドラマテーマの軸になっていることも共通している。
「虹のかなた」では「お前だけは、許さない!」と「負けてたまるか」に対して、「がきんちょ」では「あの夏に、忘れ物を取りに行こうよ!」と「ま、いっか」である。

現代編にて、虹のかなたの「負けるもんか、負けてたまるか!」のセリフを「がきんちょ」内の登場人物がパロディで叫ぶというシーンが登場。さらに、虹のかなた内で上演された「オズの魔法使い」の舞台公演が「がきんちょ」のドラマ内でも登場しており、主題曲の「Over The Rainbow」を両ドラマの登場人物が歌唱している。

また、「虹のかなた」で主人公の小川ちひろ役を演じた尾崎千瑛(当時11歳)と、「がきんちょ」で主人公の田丸真知役を演じた鈴木理子(当時10歳)は、このドラマが放送される2006年夏の約4ヶ月前の春に、映画「ふみ子の海」の撮影で共演している。

## 備考
- MBSドクホン2006年8月号で当番組を紹介する際に、ドラマの舞台である1988年に起きた出来事として阪神タイガース・掛布雅之選手の現役引退、南海ホークス売却を挙げていた。10.19は関西の他局と関係が深い為、紹介されていない。
- 同時期に放送されたアニメ『ワンワンセレプー それゆけ!徹之進』と彷彿とさせるが、小学生とは差別化を図るために舞台と対照的に異なっていた。